# Taikkyi
Taikkyi är en kommun i Myanmar.   Den ligger i regionen Yangonregionen, i den södra delen av landet, 260 km söder om huvudstaden Naypyidaw. Antalet invånare är 240 498.